# Vic Perrin
Victor H. Perrin (26 de abril de 1916 – 4 de julio de 1989) fue un actor televisivo y de voz de nacionalidad estadounidense, conocido principalmente por ser la "Voz de Control" en la versión original de la serie televisiva The Outer Limits (1963 - 1965).

## Biografía
Nacido en Menomonee Falls (Wisconsin), en las décadas de 1940 y 1950 Perrin trabajó con regularidad en la radio, actuando en diferentes shows. Así, trabajó con frecuencia como artista invitado en la versión radiofónica de Gunsmoke, llegando incluso a escribir un guion para el programa. 
Uno de sus primeros papeles televisivos llegó en 1953 en un episodio de Aventuras de Superman titulado "The Golden Vulture". Ante la cámara, Perrin hizo muchos pequeños papeles en numerosas series televisivas a partir de la década de 1950, entre ellas Dragnet (fue un asesino en serie en el episodio piloto realizado en 1966), Gunsmoke, Have Gun – Will Travel, Los Intocables, Mannix, Misión: Imposible, Buck Rogers in the 25th Century (episodio de 1981 titulado "The Guardians"), y The Twilight Zone (capítulo "People Are Alike All Over", con Roddy McDowall).
Como actor de voz trabajó con regularidad en la serie de animación Jonny Quest (dando voz al Dr. Zin y a otros malvados). También dobló a un malvado, The Gimmick, en un episodio de Blue Falcon. Además, en la serie Súper amigos, la voz de Perrin fue la del malvado Sinestro, archienemigo de Linterna Verde.
Perrin también actuó como actor de carácter y como actor de voz en tres capítulos de Star Trek: la serie original. En la primera temporada dio voz al Metron en Arena. Ante la cámara actuó en Espejo, espejito, y fue la voz de la sonda Nomad en El suplantador, ambos episodios de la segunda temporada. 
Fuera del medio televisivo, Perrin fue el narrador original de la atracción Spaceship Earth en el parque temático de Walt Disney World Epcot, desde su inauguración en 1982 hasta 1986. Una de sus grandes voces en off, y un verdadero legado, fue utilizar su voz en los aparatos desfibriladores externos automáticos de uso en todas las naciones.
Vic Perrin siguió actuando y doblando hasta pocos años antes de su fallecimiento, ocurrido en Los Ángeles, California, en 1989.